# 品田正弘
品田 正弘（しなだ まさひろ、1965年10月25日 - ）は、日本の実業家。パナソニック代表取締役社長CEO。千葉県出身。

## 来歴
- 1988年 - 早稲田大学商学部を卒業し松下電器産業株式会社（現パナソニック株式会社）入社。同社テレビ本部配属。
  - 同社テレビチームチームリーダー、テレビグループ商品企画総括。
- 2013年4月 - 同社パナソニックブラジル有限会社副社長兼パナソニックマーケティングブラジル社社長。
- 2017年6月 - 同社執行役員に就任。
- 2019年4月 - 同社常務執行役員。
- 2021年4月 - 同社専務執行役員[1]。
- 2022年4月 - 同社代表取締役社長執行役員に就任[2]。